# Olibrus minusculus
Olibrus minusculus là một loài bọ cánh cứng trong họ Phalacridae. Loài này được Motschulsky miêu tả khoa học năm 1866.